# Андрес де ла Круз
Андрес де ла Круз (шп. Andrés de la Cruz; Мадрид, 20. јун 1986) је шпански глумац и певач. Познат је по улози Хосеа Марије Бељида или Боличеа у ТВ серији Породица Серано, у којој је глумио од почетка приказивања (2003) до краја (2008). Такође је певач познате шпанске групе Санта Хуста Клан.